# Javier Cámara
Javier Cámara Rodríguez (Albelda de Iregua, 19 gennaio 1967) è un attore spagnolo.

## Biografia
Nato nella provincia de La Rioja, giovanissimo si trasferisce a Madrid dove studia presso l'Universidad Laboral de Lardero e presso la Real Escuela Superior de Arte Dramático, laureandosi in arte drammatica. Come molti attori trova difficoltà a trovare lavoro e si mantiene lavorando come usciere del Teatro Figaro di Madrid. Debutta in teatro con la pièce El caballero de Olmedo e successivamente collabora con la compagnia teatrale Teatro Pobre. Per tutti gli anni novanta è particolarmente attivo in televisione, dove si costruisce una solida carriera di attore comico, partecipando a serie televisive come ¡Ay, Señor, Señor!, Éste es mi barrio, Hostal Royal Manzanares, Periodistas e 7 vidas, quest'ultimo format conosciuto in Italia come 7 vite.
Nel 2001 Pedro Almodóvar lo nota nel film Lucía y el sexo e poco dopo gli affida la parte dell'infermiere Benigno in Parla con lei, che gli vale la prima candidatura al Premio Goya per il miglior attore protagonista. Due anni più tardi Cámara torna a lavorare per Almodóvar in La mala educación, dove interpreta il travestito Paca. Dopo le esperienze con Almodóvar, recita in produzioni al di fuori dei confini spagnoli: nel 2005 è nel cast di La vita segreta delle parole di Isabel Coixet, mentre nel 2006 è al fianco di Viggo Mortensen ne Il destino di un guerriero, dove interpreta il Conte Duca di Olivares. 
Nel 2008 è protagonista della commedia Fuori menù, in cui interpreta un cuoco gay alla prese con un bizzarro triangolo amoroso, e della serie televisiva Lex. Assieme a Javier Bardem ed altri personaggi dello spettacolo spagnolo, partecipa al videoclip Moving dei Macaco. Nel 2014, alla quarta candidatura, vince il Premio Goya per il miglior attore protagonista con La vita è facile ad occhi chiusi.

## Filmografia

### Cinema
- Rosa rosae, regia di Fernando Colomo (1993)
- Allegro ma non troppo (Alegre ma non troppo), regia di Fernando Colomo (1994)
- Eso, regia di Fernando Colomo (1996)
- Pon un hombre en tu vida, regia di Eva Lesmes (1996)
- Corazón loco, regia di Antonio del Real (1997)
- Torrente: El brazo tonto de la ley, regia di Santiago Segura (1998)
- Cuarteto de La Habana, regia di Fernando Colomo (1999)
- Los lobos de Washington, regia di Mariano Barroso (1999) - non accreditato
- Torrente 2: Misión en Marbella, regia di Santiago Segura (2001)
- Lucía y el sexo, regia di Julio Medem (2001)
- Parla con lei (Hable con ella), regia di Pedro Almodóvar (2002)
- Torremolinos 73 - Ma tu lo faresti un film porno? (Torremolinos 73), regia di Pablo Berger (2003)
- Los abajo firmantes, regia di Joaquín Oristrell (2003)
- La mala educación, regia di Pedro Almodóvar (2004)
- La vita segreta delle parole (The Secret Life of Words), regia di Isabel Coixet (2005)
- Malas temporadas, regia di Manuel Martín Cuenca (2005)
- Episodio: Bastille di Paris, je t'aime, regia collettiva (2006)
- Il destino di un guerriero (Alatriste), regia di Agustín Díaz Yanes (2006)
- Ficció, regia di Cesc Gay (2006)
- La torre de Suso, regia di Tom Fernández (2007)
- Fuori menù (Fuera de carta), regia di Nacho G. Velilla (2008)
- Los girasoles ciegos, regia di José Luis Cuerda (2008)
- Gli amanti passeggeri (Los amantes pasajeros), regia di Pedro Almodóvar (2013)
- Ayer no termina nunca, regia di Isabel Coixet (2013)
- La vita è facile ad occhi chiusi (Vivir es fácil con los ojos cerrados), regia di David Trueba (2013)
- La vida inesperada, regia di Jorge Torregrossa García (2013)
- Truman - Un vero amico è per sempre (Truman), regia di Cesc Gay (2015)
- Sognando il nord (Perdiendo el norte), regia di Nacho G. Velilla (2015)
- The Queen of Spain (La reina de España), regia di Fernando Trueba (2016)
- Es por tu bien, regia di Carlos Therón (2017)
- Fe de etarras, regia di Borja Cobeaga (2017)
- Ola de crímenes, regia di Gracia Querejeta (2018)
- La nostra storia (El olvido que seremos), regia di Fernando Trueba (2020)
- Sentimental, regia di Cesc Gay (2020)

### Televisione
- Eva y Adán, agencia matrimonial (1 episodio, 1990)
- ¡Ay, Señor, Señor! (23 episodi, 1994-1995)
- Éste es mi barrio (31 episodi, 1996-1997)
- Todos los hombres sois iguales (2 episodi, 1997)
- Hostal Royal Manzanares (10 episodi, 1996-1997)
- Pepe Carvalho (1 episodio, 1999)
- Periodistas (6 episodi, 1998-2001)
- 7 vidas (72 episodi, 1999-2006)
- Lex (16 episodi, 2008)
- The Young Pope – serie TV, 10 episodi (2016)
- Narcos – serie TV, 6 episodi (2017)
- Il miracolo – serie TV, episodio 1x08 (2018)
- The New Pope – serie TV, 9 episodi (2020)
- Rapa – serie TV, 12 episodi (2022 - 2023)

## Doppiatori italiani
- Luigi Ferraro in Lucía y el sexo, Parla con lei, Fuori menù, Gli amanti passeggeri
- Marco Mete in Truman - Un vero amico è per sempre, The Young Pope, The New Pope
- Roberto Stocchi in Torremolinos 73 - Ma tu lo faresti un film porno?
- Enzo Avolio in La vita segreta delle parole
- Luca Biagini in Il destino di un guerriero
- Alessio Cigliano in La vita è facile ad occhi chiusi
- Sergio Lucchetti in Narcos
- Alessandro Bianchi in The Queen of Spain

Ne La mala educación si doppia lui stesso in italiano.

## Riconoscimenti
- Premi Goya
  - 2003 – candidatura come Miglior attore protagonista per Parla con lei
  - 2004 – candidatura come Miglior attore protagonista per Torremolinos 73 - Ma tu lo faresti un film porno?
  - 2006 – candidatura come Miglior attore non protagonista per La vita segreta delle parole
  - 2009 – candidatura come Miglior attore protagonista per Fuori menù
  - 2014 – Miglior attore protagonista per La vita è facile ad occhi chiusi
  - 2016 – Miglior attore non protagonista per Truman - Un vero amico è per sempre